# 凤飞云水库
凤飞云水库是中国广东省江门市境内凤飞云旅游区的一座水库，建于1958年。水库正常库容为50万立方米，平均水深为5.00米，集雨面积为2.7平方千米。